# Ukraine aux Jeux olympiques d'hiver de 1998
L'Ukraine participe aux Jeux olympiques d'hiver de 1998, organisés à Nagano au Japon. C'est sa deuxième participation aux Jeux olympiques d'hiver en tant que nation indépendante. La délégation ukrainienne, formée de 56 athlètes (30 hommes et 26 femmes), obtient une médaille d'argent et se classe au dix-huitième rang du tableau des médailles.

## Médaillée
| Médaille                           | Nom           | Discipline | Épreuve           |
| ---------------------------------- | ------------- | ---------- | ----------------- |
| Médaille d'argent, Jeux olympiques | Olena Petrova | Biathlon   | 15 kilomètres (F) |